# Seznam literarnih detektivov
Seznam literarnih detektivov našteva literarne like detektivskih zgodb v literaturi, televizijskih serijah, radijskih igrah in filmih.
| Ime literarnega lika                | Status                                                     | Pomočnik                                                          | Avtor                                                                                              | Kraj                                                  | Narodnost     | Stan                     | Opombe |
| ----------------------------------- | ---------------------------------------------------------- | ----------------------------------------------------------------- | -------------------------------------------------------------------------------------------------- | ----------------------------------------------------- | ------------- | ------------------------ | --- |
| Tom Barnaby                         | Detektivski inšpektor                                      | Gavin Troy; Dan Scott; Ben Jones                                  | Caroline Graham (7 romanov); adaptacija za TV: Anthony Horowitz (65 TV nanizank - do 24. 12. 2008) | Causton - Midsomer (izmišljeno)                       | Britanec      | Poročen; hči             | Eden redkih junakov, ki živi urejeno družinsko malomeščansko življenje. |
| Mikael Blomkvist                    | Novinar                                                    | Lisbeth Salander                                                  | Stieg Larsson (3 romani)                                                                           | Stockholm                                             | Šved          | Ločen; hči               | Trije romani z Mikaelom Blomkvistom so združeni v trilogiji z naslovom Millennium, objavljeni posthumno po smrti avtorja leta 2005. |
| Martin Beck                         | Detektivski inšpektor                                      | Lennart Kollberg; Gunvald Larsson                                 | Maj Sjöwall, Per Wahlöö (10 romanov; več ekranizacij)                                              | Stockholm                                             | Šved          | Ločen; hči               | Lik Martina Becka, ki sta ga ustvarila zakonski par Sjöwall in Wahlöö so upodabljali Gösta Ekman, Walter Matthaw, Peter Haber in drugi. |
| Oče Brown                           | Katoliški duhovnik                                         |                                                                   | Gilbert Keith Chesterton (52 kratkih zgodb)                                                        | London                                                | Britanec      | Samski                   | |
| Guido Brunetti                      | Policijski komisar                                         | Narednik Vianello, gospodična Elletra                             | Donna Leon (19 knjig)                                                                              | Benetke                                               | Italijan      | Poročen; hči; sin        | Državljanka ZDA Donna Leon umešča svoje detektivke v Benetke, kjer živi, piše jih v angleščini ter ne dovoli, da bi jih prevajali v italijanščino. |
| Frank Columbo                       | Policijski poročnik                                        |                                                                   | Richard Levinson, William Link (69 TV nanizank)                                                    | Los Angeles                                           | Državljan ZDA | Poročen                  | Lik televizijske serije, ki ne temelji na literaturi. Primer obrnjene detektivske zgodbe, kjer sta zločin in morilec znana od začetka. |
| C. Auguste Dupin                    | Privatni preiskovalec                                      | Neimenovani prijatelj (pripovedovalec zgodb)                      | Edgar Allan Poe (3 romani)                                                                         | Pariz                                                 | Francoz       | Samski                   | Prvi Dupinov primer, knjiga z naslovom "The Murders in the Rue Morgue" iz leta 1841 velja za prvi detektivski roman. |
| "Dangerous" Davies                  | Policijski detektiv                                        | Mod Lewis (prijatelj)                                             | Leslie Thomas (4 romani; 17 TV nanizank)                                                           | London (Willesden)                                    | Britanec      | Ločen                    | |
| Erast Petrovič Fandorin             | Policijski uradnik, agent, diplomat, privatni detektiv ... |                                                                   | Boris Akunin (12 napisanih romanov od 16 načrtovanih)                                              | Moskva, Jokohama, Boston, Pariz                       | Rus           | Poročen; sin             | Dogajanje postavljeno v zgodovinske okvire druge polovice 19. in začetek 20. stoletja |
| Eddie "Fitz" Fitzgerald             | Psiholog                                                   | Jane Penhaligon; Jimmy Beck                                       | Jimmy McGovern (25 TV nanizank)                                                                    | Manchester                                            | Britanec      | Poročen; dva sinova, hči | Tipičen antijunak (vloga: Robbie Coltrane): nezvest, alkoholik, verižni kadilec, hazarder, cinik in ... odličen kriminalistični psiholog. |
| Christoper Foyle                    | Detektivski inšpektor                                      | Paul Milner; Samantha "Sam" Steward                               | Anthony Horowitz (19 TV nanizank)                                                                  | Hastings                                              | Britanec      | Vdovec, sin              | Dogajanje postavljeno v čas druge svetovne vojne. |
| William Edward "Jack" Frost         | Detektivski inšpektor                                      | Brez stalnega sodelavca                                           | R. D. Wingfield (6 romanov; 37 TV nanizank)                                                        | Denton (izmišljeno)                                   | Britanec      | Vdovec                   | Precej nemaren vdovec. |
| George Gently                       | Detektivski inšpektor                                      | John Bacchus                                                      | Alan Hunter (47 romanov; 6 nanizank)                                                               | Norfolk (romani); Northumberland (filmske adaptacije) | Britanec      | Vdovec                   | |
| Dirk Gently                         | Privatni detektiv                                          |                                                                   | Douglas Adams (2 romana)                                                                           | Islington                                             | Britanec      |                          | Pravo ime lika je Svlad Cjelli, Dirk Gently je samo psevdonim. |
| Anastazija "Nastja" Kamenska        | Kriminalistka                                              |                                                                   | Aleksandra Marinina(23 romanov)                                                                    | Moskva                                                | Rusinja       | Poročena                 | |
| Sherlock Holmes                     | Privatni detektiv                                          | Dr. John H. Watson                                                | Arthur Conan Doyle (4 daljše in 56 krajših zgodb)                                                  | London                                                | Britanec      | Samski                   | Utemeljitelj deduktivne metode. |
| Jules Maigret                       | Policijski komisar                                         |                                                                   | Georges Simenon (75 romanov, 28 kratkih zgodb)                                                     | Pariz                                                 | Francoz       | Poročen                  | |
| Viktor Kobal                        | Policijski inšpektor                                       |                                                                   | Vladimir P. Štefanec (2 romana)                                                                    | Ljubljana                                             | Slovenec      | Samski                   | Samec srednjih let z jamico v bradi in duši. |
| Ljudmila Lamovšek (tudi gospa Mila) | višja kriminalistična inšpektorica                         | Aleksander Toš - Sandi                                            | radijska igra več avtorjev (Vinko Moederndorfer, Metod Pevec, Feri Lainšček ...)                   |                                                       | Slovenka      | upokojena                | Lik gospe Mile je upodobila igralka Ljerka Belak. |
| Jane Marple                         | Upokojenka                                                 | Raymond West (občasno)                                            | Agatha Christie (12 romanov in 3 zbirke kratkih zgodb)                                             | St. Mary Mead                                         | Britanka      | Samska                   | Vzor za lik gospodične Marple je bila babica Agathe Christie. |
| Salvo Montalbano                    | Detektivski inšpektor                                      | Mimi Augello; Catarella; Fazio ...                                | Andrea Camilleri (14 romanov in 4 zbirke kratkih zgodb)                                            | Montelusa, Vigata (izmišljeno)                        | Siciljanec    | Samski                   | |
| Endeavour Morse                     | Detektivski inšpektor                                      | Narednik Robert Lewis                                             | Colin Dexter (13 romanov in 33 TV nanizank)                                                        | Oxford                                                | Britanec      | Samski                   | Ljubitelj piva in Wagnerja. |
| Beno Perko                          | Policijski komisar                                         | Ayala, Lamachie, Damato, Malusa, Maver ...                        | Sergej Verč (4 romani)                                                                             | Trst                                                  | Slovenec      | Samski                   | |
| John Rebus                          | Detektivski inšpektor                                      |                                                                   | Ian Rankin (17 romanov in 20+ kratkih zgodb)                                                       | Edinburg                                              | Škot          | Samski                   | |
| Hercule Poirot                      | Privatni detektiv                                          | Kapitan Arthur Hastings                                           | Agatha Christie (32 romanov in 40 kratkih zgodb)                                                   | London                                                | Belgijec      | Samski                   | Ob Sherlocku Holmesu eden najbolj znanih literarnih detektivov. |
| Arkadij Renko                       | Detektivski inšpektor                                      |                                                                   | Martin Cruz Smith (6 romanov)                                                                      | Moskva                                                | Rus           | Ločen                    | V najbolj znanem Renkovem primeru in filmu z naslovom Gorky park je Renka upodobil William Hurt (režija Michael Apted). |
| Rex                                 | Policijski pes                                             | Richard Moser, Alexander Brandtner, Marc Hoffmann, Lorenzo Fabbri | Peter Hajek, Peter Moser (131 nanizank - vključno z 11 sezono)                                     | Dunaj; V enajsti sezoni se dogajanje preseli v Rim    | Avstrijec     |                          | Rex je nemški ovčar. |
| Ernst Stockinger                    | Detektivski inšpektor (Bezirksinspektor)                   | Antonella Simoni                                                  | Produkcija: Helmut Dimko, Werner Reitmeier(14 nanizank)                                            | Salzburg                                              | Avstrijec     | Poročen                  | Inšpektor Stockinger se z Dunaja preseli v Salzburg zaradi žene, ki v novem kraju odpre privatno zobozdravstveno prakso. Nanizanka predstavlja redek primer "neurbane" detektivke, kjer se umori dogajajo na osamljenih kmetijah, v lesnih obratih, majhnih turističnih krajih, itd. |
| Van Veeteren                        | Upokojen policijski inšpektor                              | Eva Moreno, Münster                                               | Håkan Nesser (10 romanov)                                                                          | Maardam (Izmišljeno)                                  | Šved          | Ločen; sin, hči          | V sedmem romanu z naslovom Karambol Van Veeteren izgubi sina. |
| Gerhard Selb                        | Privatni detektiv                                          |                                                                   | Bernhard Schlink (3 romani)                                                                        | Mannheim                                              | Nemec         |                          | Devetinšestdesetletni Selb je bivši član NSDAP in državni tožilec v Hitlerjevi Nemčiji. |
| Martin Vrenko                       | Višji kriminalistični inšpektor                            | Marko Breznik, Ivana Premk                                        | Avgust Demšar (6 romanov)                                                                          | Maribor                                               | Slovenec      | Poročen                  | |
| Kurt Wallander                      | Detektivski inšpektor                                      | Linda Wallander (hči)                                             | Henning Mankell (10 romanov, več ekranizacij)                                                      | Ystad                                                 | Šved          | Ločen, hči               | Oče Kurta Wallanderja je amaterski slikar, ki ves čas slika eno in isto sliko, enako pokrajino, kateri tu in tam doda podobo petelina. |